# Ruzizifloden
För distriktet, se Rusizi.
Ruzizifloden är en flod på gränsen mellan Central- och Östafrika som flyter från Kivusjön söderut till floddeltat vid Tanganyikasjön.

## Geografi och geologi
Ruzizifloden är en gränsflod mellan, i väster, Kongo-Kinshasa och, i öster, Rwanda samt, tillsammans med Tanganyikasjön, Burundi. Floden går längs Afrikas östra riftdal. Den omgivande floddalen är mer kuperad i norr än i söder. I närheten av mynningen i söder förbinder en bro Burundi med Kongo.

## Fauna and flora
Rusizi nationalpark ligger vid Ruziziflodens delta. Mycket har skrivits om en människoätande nilkrokodil, Gustave, som huserar längs flodbankarna i Ruziziflodens delta och längs den norra kusten av Tanganyikasjön. Gustave, som uppskattas vara omkring 6 m och väga runt 900 kg, sägs ha dödat och ätit upp ett stort antal människor.
I en dokumentär film om Gustave, hävdas det att omkring år 1950 var här bufflar, elefanter och vårtsvin vanligt förekommande, men att de sedan dess har drivits undan av människan. De enda kvarvarande av de större djuren, är vid sidan av krokodilen flodhästen.

## Kraftutvinning
Den första Ruzizidammen (Ruzizi I) uppfördes 1958 vid utloppet från Kivusjön och har ändrat vattennivån och utflödet i floden. Dammen, som levererar elektricitet till Bubanza, Kigoma samt Mururo (Rwanda) har en kapacitet på 30 MW. En andra damm (Ruzizi II) uppfördes 1989 med en kapacitet på 44 MW. Dammarna ägs gemensamt av de tre grannländerna.
Eftersom elproduktionen inte motsvarar efterfrågan, planeras ett tredje kraftverk (Ruzizi III) med stöd av Europeiska investeringsbanken (EIB). Verket kommer generera 147 MW med hjälp av tre Francisturbiner och planerades starta under 2016. Projektet tilldelades finansiering av Afrikanska utvecklingsbanken år 2016 och bedöms vara klart år 2022.
Även ett fjärde kraftverk är planerat (Ruzizi IV); ett verk som kommer generera 287 MW.